# Centar Župa
Centar Župa (Macedonisch: Центар Жупа; Turks: Merkez Jupa) is een gemeente in Noord-Macedonië.
Centar Župa telt 6519 inwoners (2002). De oppervlakte bedraagt 107,21 km², de bevolkingsdichtheid is 60,8 inwoners per km². De meerderheid van de bevolking behoort tot de Turkse minderheid van Macedonië (80,2%). Center Župa en Plasnica zijn de enige twee gemeenten met een Turkse meerderheid.